# Герб Парижа
Герб Пари́жа (фр. Blason de Paris) — офіційний символ департаменту Париж, столиці Франції.

## Опис
| У червоному нижньому полі срібний галльський корабель на срібних хвилях; у верхньому синьому — золоті геральдичні лілії. |
Щит увінчаний золотою міською короною з п'ятьма вежками й обрамлений зеленим декоративним картушем з гілок оливи та дубу, в які вплетена срібна стрічка з девізом чорними літерами «Fluctuat nec mergitur» (лат. Плаває, але не тоне). Під девізною стрічкою містяться три ордени — Військовий хрест, Орден Почесного легіону та Орден Визволення.

## Історія
Перша згадка про герб Парижа сягає 1190 року, коли Філіп II Август розробляв проект міста. Зображення корабля трапляється на міських печатках 1210, 1393 та 1412 років.
1358 року король Карлом V офіційно затвердив міський герб у наближеному до сучасного вигляді. З 1556 року він уписувався в іспанський, з 1699 — у новий французький, а з 1735 — в овальний щит.
Після повалення монархічного режиму у виру Французької революції, 20 червня 1790 року було прийнято декрет, яким скасовувались усі попередні королівські геральдичні символи. Новий герб Париж дістав лише після приходу до влади Наполеона Бонапарта: імператорським розпорядженням від 29 січня 1811 року містам знову дозволялось мати герби. Замість геральдичних лілій у верхньому полі зображувались три золоті бджоли, а на носі корабля — богиня Ізіда.
У роки реставрації Бурбонів у 1817 році Людовік XVIII відновив попередній герб.
Девіз «Fluctuat nec mergitur» використовувався ще з XVI століття, але офіційно за гербом Парижа його було закріплено 24 листопада 1853 року розпорядженням барона Османа, а згодом — префекта Сени.
Указами від 9 жовтня 1900 року до великого герба Парижа приєднувалось зображення ордена Почесного легіону (нині — центральний з трьох орденів); 28 липня 1919 — Військовий хрест (ліворуч); а 24 березня 1945 — Орден Визволення (праворуч).
Остаточний стиль зображення корабля та хвиль було затверджено 20 червня 1942 року.

## Пояснення символіки
Срібний корабель указує на те, що місто стоїть на перетині важливих історичних торгових шляхів — річкового та сухопутного. Лютеція була заснована на Сені як галльське торгове поселення, і саме гільдія човнарів у Середньовіччі становила важливу складову прибутків міста. Крім того, він символізує острів Сіте, який за обрисами подібний до корабля.
Лазурове поле зі золотими ліліями — символ династії Капетингів, що володіла містом у часи Середньовіччя.
Гілки оливи й дубу символізують гідність і славу.